# Arrojo (Quirós)
Arrojo (en asturiano y oficialmente Arroxo) es una parroquia del concejo asturiano de Quirós, en España, y un lugar de dicha parroquia. Su templo parroquial está dedicado a San Pedro.
La parroquia alberga una población de 68 habitantes (INE 2011) y ocupa una extensión de 3,42 km².

## Entidades de población
Según el nomenclátor de 2011, la parroquia está formada por las poblaciones de:
- Arrojo (lugar, Arroxo oficialmente): 3 habitantes
- El Barón (casería): deshabitada
- El Castañedo (casería, El Castañeo): 2 habitantes
- La Fábrica (lugar): 12 habitantes
- El Quintanal (casería): deshabitada
- San Pedro (lugar): 7 habitantes
- San Salvador (lugar, San Salvaor): 19 habitantes
- Vega (lugar, Veiga): 13 habitantes
- Villagondú (lugar, Viḷḷagondú): 12 habitantes

Fuente: INE 2011